# Byttneria aspera
Byttneria aspera là một loài thực vật có hoa trong họ Cẩm quỳ. Loài này được Collebr. ex Wall. mô tả khoa học đầu tiên năm 1824.